# ANS
ANS（英語：Astronomical Netherlands Satellite、オランダ語：Astronomische Nederlandse Satelliet、オランダ天文衛星）はオランダの紫外線・X線観測衛星。1974年8月30日、アメリカ合衆国のヴァンデンバーグ空軍基地よりスカウトロケットによって打ち上げられた。オランダ宇宙研究所とNASAの共同出資で行われた。
ANSはオランダ初の人工衛星で、小惑星9996 ANSはこの人工衛星にちなんで名づけられた。
初期の軌道は近地点266km、遠地点1176km、軌道傾斜角は98.0°、軌道離心率は0.064048、周期は99.2分だった。太陽同期軌道上で、姿勢制御はリアクションホイールと地球の磁場を利用したマグネティックコイルによって行われた。2つの質量物体をミッション初期に放ち、衛星の角運動量のほとんどを取り除いた。衛星の姿勢は、太陽センサー、水平感知機、恒星センサー、磁気センサーを含む、様々な方法で測定することができた。
ANSは60cm{\displaystyle ^{2}}の検出器によって2-30KeVのエネルギー領域でX線光子を測定することができ、銀河系内外のX線源の位置を見つけることに使用された。また、それらのスペクトルも測定し、時間的変化を観測した。X線バーストを発見し、カペラからX線を検波した。
ANSは22 cm (260 cm{\displaystyle ^{2}})のカセグレイン望遠鏡によって紫外線も観測した。観測波長は150から330nm。およそ400の天体に対し18,000回以上の測定を行った。

## 関連図書
- Bloemendal, W.; C. Kramer (1973). “The Netherlands astronomical satellite (ANS)”. Philips Tech. Rev. 33:  117.